# Messeturm (Basilea)
El Messeturm es una torre situada en Basilea, Suiza,  conocida porque fue el edificio más alto de ese país europeo hasta 2010, cuando un rascacielos más alto fue construido en Zúrich. Cuenta con 32 plantas y se encuentra a 105 m (344 pies) de altura. Fue terminado en 2003. Un bar llamado "Bar Rouge" ("bar rojo") se encuentra en la planta superior, y ofrece excelentes vistas de la ciudad. La cadena hotelera Ramada cuenta con un hotel de cuatro estrellas con 200 habitaciones en el edificio, que también incluye oficinas.